# Građevinske mašine
Građevinske mašine su mašine koje se obično koriste u iskopavanju, transportu, utovaru zemljišta i drugih materijala. Glavni delovi svake građevinske mašine su šasija (ram), pogonski motor, sistem za kretanje (točkovi, gusenice), transmisija (prenosi snagu sa pogonskog motora na radni organ) i radni deo ili organ (kašika, sanduk, raonik)
Građevinske mašine dele se na:
- mašine za zemljane radove;
- mašine i uređaji za transport tereta;
- mašine za prenos i dizanje tereta;
- mešalice

## Mašine za zemljane radove
Većina zemljanih radova u građevinarstvu obavlja se pomoću građevinske mehanizacije. Mašine za zemljane radove koriste se za iskopavanje, utovar, prevoz, razgrtanje, bušenje, nivelisanje, sabijanje zemlje i drugih materijala. Ove mašine mogu se kretati pomoću točkova ili gusenica. U njih ubrajamo:
- Bager je mašina koja služi za kopanje i utovar zemlje. Radni deo bagera je kašika, koja može imati različite oblike (dubinske, čeone). Postoje bageri kod kojih se može menjati radni deo, pa se oni mogu koristiti ne samo za zemljane radove već i za neke druge specifične radove (nabijanje šipova, vađenje panjeva, sečenje, podizanje i prenošenje tereta). Može se kretati pomoću točkova, gusenica ili šina.
- Buldozer jeste mašina koja se koristi za skidanje, nasipanje, premeštanje  i ravnjanje zemljišta, ali i za pravljenje nagiba pored puta. Može se kretati pomoću gusenica ili točkova. Opremljen je radnim delom koji se naziva raonik.
- Utovarivač jeste mašina koja se koristi za utovar materijala i zemlje. Radni deo utovarivača je utovarna kašika. Utovarivači se mogu kretati pomoću točkova ili gusenica.
- Bager-utovarivač (kombinirka) je višenamenska mašina kojom se može kopati, nasipati ili prenositi materijal. Objedinjuje bager i utovarivač u jednoj mašini. Kao radni organ najčešće koristi kašiku ili utovarnu kašiku.
- Skreper jeste mašina za kopanje zemlje, transport i istovar iskopanog materijala. Ima pogonsku mašinu koja vuče koš (radni deo), a na donjoj strani koša nalazi se rezna ivica, koja skida sloj zemlje.
- Grejder je mašina namenjena za ravnjanje zemljišta, izradu kosina, kopanje rovova i usitnjavanje materijala kretanjem mašine unapred. Kreće se pomoću točkova, prednjih i zadnjih, između kojih se nalazi podesivi radni deo, raonik sa nožem.
- Mašine za sabijanje tla (valjci) jesu mašine kojima sabija zemljište pri čemu se smanjuje zapremina i vreme sleganja tla, povećava njegova nosivost. Ove mašine mogu biti samostalne ili ih može vući neka druga mašina. Površina valjka može biti glatka (glatki vučeni valjak), a može da bude i sa bodljama (jež valjak). Jež valjci su valjci koji po obodu imaju zavarene bodlje koje prodiru u nasutu zemlju i sabijaju je.
- Vibro ploče takođe su mašine za sabijanje tla ili nekog drugog materijala koje se koriste za tamo gde valjci ne mogu da priđu.
- Finišer jeste specijalna mašina koja se koristi prilikom izrade asfaltnih slojeva puta, aerodromskih pista i drugo. Mašina se sastoji od koša u koji se sipa vrela asfaltna masa, a finišer ravnomerno raspoređuje materijal po površini trase puta ili piste.
- Krtica jeste specijalna vrsta mašine za radove ispod površine zemlje. Najviše se koristi za iskopavanje tunela i drugih podzemnih radova.

## Mašine i uređaji za transport tereta
Za transport materijala unutar gradilišta i van njega koriste se različite transportne mašine i uređaji.
- Kiper kamioni najčešće se koriste za transport rastresitog materijala (zemlje, peska, šljunka) sa gradilišta. Mogu biti različitog izgleda i konstrukcije, a ono što im je zajedničko jeste radni deo koji se naziva sanduk. Istovar materijala obavlja se podizanjem ili iskretanjem (kipovanjem) sanduka sa teretom.
- Auto-mešalice jesu mašine za transport svežeg betona od fabrike betona do gradilišta. Radni deo auto-mešalice je bubanj, koji može imati različitu zapreminu (4, 6 ,8 , 10 m3 ili 10-25 tona). Mešalica se prazni pomoću levka za pražnjenje koji se nalazi na zadnjem delu bubnja. Pored auto-mešalica u građevinarstvu se dosta koriste mešalice-mašine za izradu betona.

## Mašine za dizanje i prenos tereta
U građevinarstvu teret često mora da se podiže i premešta sa jednog mesta na drugo unutar gradilišta. Građevinske mašine za dizanje i prenos tereta su: auto-dizalice (auto-kranovi), toranjske dizalice(kranovi), liftovi, pumpe za beton i drugo.
- Auto-dizalice (auto-kranovi) jesu pokretne dizalice koje su postavljene na kamion. Pomoću njih se podižu i spuštaju različiti građevinski materijali ili mašine.
- Viljuškar koristi se za istovar ili utovar čvrstog građevinskog materijala (blokova, opeke, monte, cementa, kreča) kao i materijala koji je naslagan na palete.
- Liftovi koriste se za transport ljudi i lakšeg tereta na visoke objekte.
- Auto-pumpe za beton jesu posebna vrsta kamiona kojima se beton u rastresitom stanju transportuje na određenu visinu.
- Toranjske dizalice (kranovi) jesu mašine za rad na visini. One podižu materijal na najviše delove objekta. Toranjska dizalica sastoji se od postolja, tornja (vertikalni rešetkasti stub), kabine i horizontale strele (ruke) krana. Na jednoj strani strele krana nalazi se kontra teg koji svojom težinom pravi ravnotežu tereta koji se prenosi kranom. Materijal se prvo podiže, a zatim prenosi horizontalno pomoću pokretnih kolica koja se kotrljaju po streli krana. Toranjsku kranovi mogu se okretati  za 360 stepeni.[1]